# Mas Miquel (Cassà de la Selva)
El Mas Miquel és una obra del municipi de Cassà de la Selva (Gironès) inclosa en l'Inventari del Patrimoni Arquitectònic de Catalunya.

## Descripció
Es tracta d'una masia catalana de planta rectangular i teulada a dues vessants. Es tracta d'un edifici estructurat en tres crugies. El sostre de la planta baixa està fet amb embigats de fusta. Destaquem que la construcció és primitiva i presenta les parets de tàpia, emprant únicament la pedra en les cantonades i obertures. Les tres finestres del primer pis tenen rapissa emmotllurada. Amb posterioritat es van afegir a l'edifici magatzems i pallissa, conservant perfectament la unitat formal.

## Història
És una de les masies més importants del veïnat de Sangosta. A la llinda de la finestra lateral dreta del primer pis hi ha una inscripció de difícil lectura.